# Оросительный
Ороси́тельный — посёлок в Усть-Абаканском районе Хакасии, входит в  Доможаковский сельсовет.

## История
Основан в 1934 году в связи со строительством оросительного канала (отсюда название).

## География
Находится в 55 км к юго-западу от райцентра — пгт Усть-Абакан.

## Население
| 2002 | 2010 |
| ---- | ---- |
| 191  | ↘171 |

Число хозяйств 73, население 178 чел. (01.01.2004), в том числе русские (91 %), хакасы и др. 

## Инфраструктура
узловая станция Оросительный

## Транспорт
Расположен на  вблизи автотрассы Абакан — Усть-Бюр — Сорск и железной дороги Ачинск — Абакан (узловая станция, ветка на станцию Хоных линии Новокузнецк — Абакан (только для грузового движения))